# Freiburger Hütte
Freiburger Hütte je alpská horská chata nalézající se v Lechquellengebirge nad jezerem Formarinsee v nadmořské výšce 1931 m nedaleko vrcholu Rote Wand 2 704 m. 
Chata byla postavena v roce 1912, rozšířena v letech 1975-1977, od roku 1993 je vybavena fotovoltaickým systémem.

## Přístup
- Normální přístupová cesta vede z nádraží v obci Dalaas (930 m nad mořem) přes Mason, Mostrin Alpe a Rauhe Staffel k Freiburger Hütte a trvá cca 3 hodiny s překonáním převýšení 1000 metrů. V zimě je tento přístup ohrožen lavinami.
- z Lechu je možné v létě využít v době mezi 9:30 – 15:30 zpoplatněnou silnici a vyjet autem nebo místní autobusovou dopravou na Formarin Alpe a odtud dojít za cca 45 min k chatě. K chatě je možné rovněž z Lechu dojet na horském kole.
- pěšky trvá cesta z Lechu na chatu cca 4,5 hod.

z údolí Großwalsertal vede několik dlouhých přístupových cest
- z Buchboden přes Bad Rotenbrunnen – Gaden-Alpe – Madona-Alpe – Klesenza-Alpe zur Freiburger Hütte cca 8½ hodin.
- z Marul přes Staffelfeder-Alpe – Obere Partnom-Alpe – Garmil – Untere Laguz-Alpe – Obere Laguz-Alpe – Lange Furka k Freiburger Hütte cca 5½ hodiny.
- nebo přes Nova-Alpe – Fürkele – Faludriga-Alpe – Lange Furka k Freiburger Hütte cca 6½ hodin.

## Přechody
- k Göppinger Hütte přes Johanneswanne cca 4½ hod.
- k Ravensburger Hütte přes Steinernes Meer – Gehrengrat – Spullersee cca 4½ hod.
- k Frassenhaus přes Masonweg – Hinterbirg – Sättele – Elsalpe – Tiefenseesattel – Frassenhaus cca 6 hodin.